# Simtex Software

Simtex Software était un studio américain de développement de jeux vidéo fondé en 1988 par Steve Barcia à Austin au Texas. Le studio a principalement développé des jeux de stratégie au tour par tour.
L'entreprise ferme ses portes en 1997.

## Jeux développés par la société
- Master of Orion (1993)
- Master of Magic (1995)
- 1830: Railroads & Robber Barons (1995)
- Master of Orion II: Battle at Antares (1996)
- Mech Lords (annulé)
- Guardians: Agents of Justice (annulé)

Les droits des jeux Simtex sont actuellement détenus par Atari.